# 三角洲4000
三角洲4000（英語：Delta 4000）系列是美國的消耗性發射系統，曾在1989年和1990年進行過兩次軌道發射。它是三角洲系列運載火箭家族的成員。儘管提出了幾種變體，但僅推出了Delta 4925。名稱使用四位數字代碼存儲有關火箭構型的信息。它由早期退役的Delta火箭遺留的備件和剛剛投入使用的三角洲II 6000系列的零件組成。
第一階段是MB-3-III動力的加長油箱雷神，之前曾在1000系列上飛行。安裝了九個Castor-4A固體火箭助推器，以增加起飛時的推力，取代了3000系列使用的功率較小的Castor-4助推器。 Delta-K被用作第二級。 Star-48B PAM-D被用作第三級，以將有效載荷提升到地球同步轉移軌道。
兩次Delta 4000發射都在卡納維拉爾角空軍基地的發射綜合體17B。第一個為BSkyB發射了Marco Polo 1，第二個為印度太空研究組織發射了INSAT 1D。兩者都成功。